# Onthophagus loxodontaphilus
Onthophagus loxodontaphilus är en skalbaggsart som beskrevs av Moretto 2009. Onthophagus loxodontaphilus ingår i släktet Onthophagus och familjen bladhorningar. Inga underarter finns listade i Catalogue of Life.